# Meregh
Meregh (anche Mareg, Mareeg, Mereeg, Märēg; altro nome Maknul kharuuf; soprannominato Deexda Idaha) è una località composta da pochi edifici sulla costa della Somalia centrale, nella regione di Galgudud.
Assieme a Obbia e Bosaso, Meregh si sviluppò come un avamposto costiero appartenente ai vari sultanati dei pastori somali tra il XV secolo e il XIX secolo. Questa località fu fondata nel XVI secolo durante l'ascesa al potere del Sultanato di Ajuran.
Nella zona sono presenti alcuni fortini di Carabinieri indigeni (gli zaptié) probabilmente risalenti al periodo del colonialismo italiano.
Sempre durante l'epoca coloniale italiana, Meregh fu sede di "delegazione di spiaggia" del Regio Corpo delle capitanerie di porto.